# 矢部藤七

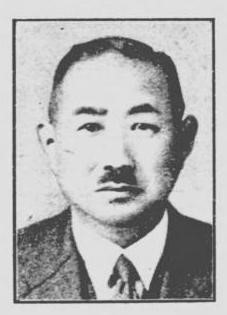
矢部藤七

矢部 藤七（やべ とうしち、1885年（明治18年）7月21日 - 1959年（昭和34年）4月11日）は、大正から昭和時代の政治家。醸造家。大日本帝国陸軍軍人。衆議院議員。栃木県上都賀郡西方村長。

## 経歴
栃木県上都賀郡本城村（西方村、西方町を経て現栃木市）出身。矢部儀一郎の二男として生まれ、1909年（明治42年）家督を相続する。1903年（明治36年）栃木中学校卒業。陸軍に入り歩兵少尉に進んだ。
酒造業を営み、西方村長、栃木県会議員、同副議長、上都賀郡農会長、県農会長、西方村産業組合長、県信用購買販売利用組合連合会副会長を歴任した。ほか、村会議員、郡会議員、帝国在郷軍人会分会長、消防組頭、大政翼賛会県支部常務委員なども務めた。
1942年（昭和17年）4月の第21回衆議院議員総選挙では栃木県第1区から翼賛政治体制協議会推薦で出馬し当選。衆議院議員を1期務めた。在任中は翼賛政治会政調農林、内務兼務委員を務めた。戦後、公職追放となった。